# Lara Huber
Lara Huber (* 1973 in Ruit) ist eine deutsche Philosophin.

## Leben
Lara Huber wurde 1973 in Ruit im Kraichgau geboren. Sie studierte Philosophie und Zeitgeschichte in Bamberg und Tübingen. 2004 promovierte sie bei Günter Figal zur Dr. phil. an der Universität Tübingen mit einer Arbeit zur Phänomenologie von Maurice Merleau-Ponty. Danach war sie Post-doc Stipendiatin im DFG-Graduiertenkolleg Bioethik am Internationalen Zentrum für Ethik in den Wissenschaften der Universität Tübingen. Von 2005 bis 2011 arbeitete sie am Institut für Geschichte, Theorie und Ethik der Medizin (GTE) der Universität Mainz. 2011–2012 war sie wissenschaftliche Mitarbeiterin an der TU Braunschweig.

## Arbeitsgebiete
Ihr Arbeitsgebiete sind Wissenschafts- und Technikphilosophie mit den Schwerpunkten verfahrenstechnische Standardisierung (Normierung), Digitalisierung von Wissen(schaft)sräumen und Visualisierungstechniken (z. B. Neuroimaging), ferner Phänomenologie und Ethik. Lara Huber forscht zur Philosophie der Psychologie/Lebenswissenschaften und zwar insbesondere mit dem Fokus auf die kognitive Neurowissenschaft.

## Veröffentlichungen in Auswahl
- Der „freie Wille“ im Labor: Über die Komplexität anthropologischer Grundkonstanten und die Deutungsmacht experimentalwissenschaftlicher Strategien. In: L. Kovacz und C. Brand (Hg.): Forschungspraxis Bioethik, Alber 2011 (im Druck)
- LONI &Co: Die epistemische Spezifität digitaler Wissensräume in der kognitiven Neurowissenschaft. Berichte für Wissenschaftsgeschichte 34 (2011).
- „Operationalisierung – Standardisierung – Normalisierung. Die Produktion und Visualisierung von Daten in der kognitiven Neurowissenschaft“. In: Devi Dumbadze et al. (Hg.): Erkenntnis und Kritik. Zeitgenössische Positionen (S. 167–191). transcript: Bielefeld 2009
- Zus. mit L. Kutschenko. Medicine in a neurocentric world: About the explanatory power of neuroscientific models in medical research and practice (Editorial notes). Medicine Studies 1,4 (2009): 307-313.
- Imaging the brain – Visualising „pathological entities“? Searching for reliable protocols for fMRI within Psychiatry and their impact on the understanding of psychiatric diseases, In: Poesis & Praxis. International Journal of Ethics of Science and Technology Assessment 6,1/2 (2009), 27- 41.
- Exzeptionalismus „revisited“ oder: Von der Naturalisierung durch Technisierung. In: Oliver Müller, Jens Clausen und Giovanni Maio (Hg.): Das technisierte Gehirn. Neurotechnologien als Herausforderung für Ethik und Anthropologie (S. 118–136). Mentis: Paderborn 2009